# Namangan

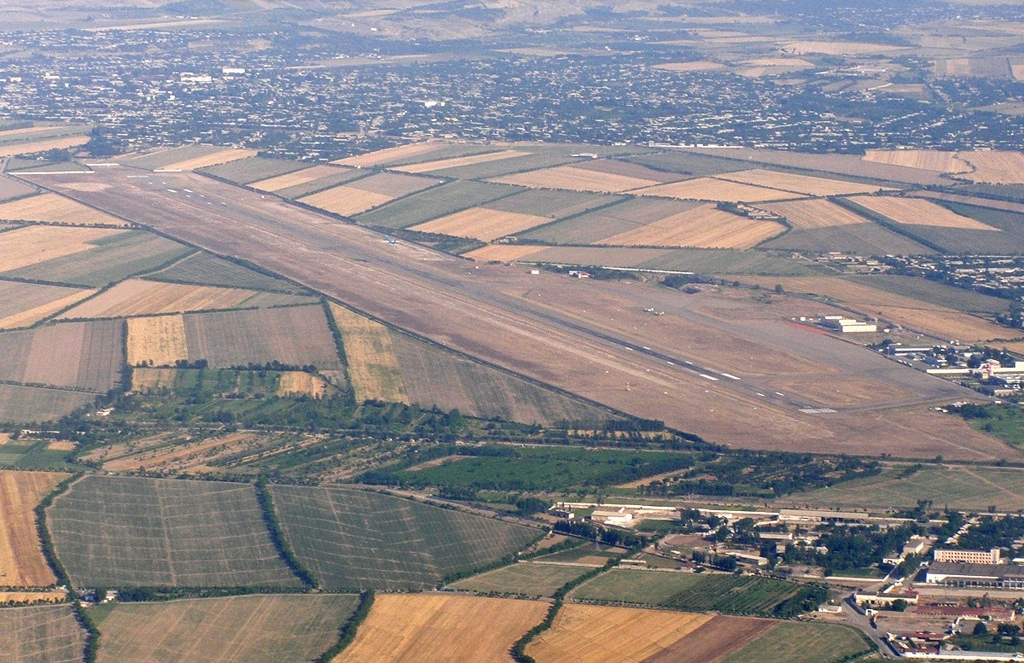
Namangans flygplats

Namangan är den näst största staden i Uzbekistan. Den ligger i Ferganadalen i östra Uzbekistan och är huvudort för provinsen Namangan. Staden ligger nära sammanflödet av floderna Naryn och Kara-Darja, vilka där bildar Syr-Darja. 

## Historia
Redan vid tiden för den ryska erövringen på 1870-talet hade islam en stark ställning. Namangan hade över 20 madrassor och 600 moskéer. Den rysk-sovjetiska perioden innebar russifiering, kollektivisering av jordbruket och ett aktivt motarbetande av religionen, men islam fortsatte att behålla en relativt stark ställning i Namangan och i Ferganadalen i övrigt.
Efter självständigheten kom utländska missionärer från bland annat Saudiarabien och företrädde en mer radikal form av islam – wahabism. Dessa proselyter inspirerade en av stadens söner, jordbruksstudenten Juma Namangani, till religiöst inspirerad kamp mot regimen. Namangani kom från mitten av 1990-talet att bli ledare för Uzbekistans islamiska rörelse (IMU).

## Befolkning
Namangan hade 376 600 invånare år 1999. 2014 finns uppgifter på 475 700 invånare; detta gjorde då staden till landets tredje största, efter Tasjkent och Samarkand. 2023 noterades 678 000 invånare för Namangan, vilket då gjorde den till tydligt större än Samarkand.